# Наталија Космина
Наталија Космина (укр. Наталія Косміна; 8. новембар 1982) је украјинска стонотенисерка и параолимпијка. На Параолимпијским играма 2016. у Рију Наталија осваја златну медаљу.